# Zdzisława Stebnicka
Zdzisława Teresa Stebnicka (ur. 28 listopada 1932 w Przemyślu, zm. 14 kwietnia 2012) – polska entomolog i taksonom specjalizująca się w koleopterologii.

## Życiorys
Urodziła się w 1932 roku w Przemyślu. Jej matka zmarła przy porodzie. Ojciec, oficer wojskowy, aresztowany został przez komunistów i zmarł w 1947 roku jako więzień polityczny. W 1950 roku Zdzisława przeprowadziła się do Krakowa. Ze względu na wcześniejszą polityczną działalność ojca nie przyjęto jej na studia, mimo zdanych egzaminów wstępnych. W 1962 roku zatrudniona została przez Instytut Systematyki i Ewolucji Zwierząt Polskiej Akademii Nauk. W 1972 roku ukazały się jej pierwsze prace naukowe: jedna poświęcona biedronkowatym okolic Krakowa, druga zaś plugowi Aphodius makolskii. W następnym roku opublikowane zostały pierwsze jej prace z zakresu taksonomii poświętnikowatych. W 1979 roku otrzymała stopień naukowy doktora. Od 1980 do 2005 roku współpracowała z hiszpańskimi zespołami badawczymi, niemal co roku odwiedzając ten kraj. Jako profesor wizytujący udzielała wykładów w latach 1985, 1988 i 1990 na Uniwersytecie w Salamance, a w latach 1992, 2002 i 2003 na Universidad de Alicante. Z wspomnianego instytutu PAN odeszła na emeryturę w 1993 roku, ale dorywczo pracowała w nim niemal do śmierci w 2012 roku.
Była żoną Władysława Stebnickiego. Miała jedną córkę, Monikę. Prywatnie była miłośniczką psów, zwłaszcza buldogów i jamników; corocznie brała udział w krakowskim Marszu Jamników. 

## Praca badawcza
Stebnicka specjalizowała się w systematyce, filogenetyce i biogeografii chrząszczy, zwłaszcza z trudnej taksonomicznie podrodziny plugowatych. W jej zainteresowaniach znajdowała się fauna krain: palearktycznej, orientalnej, australijskiej, nearktycznej i neotropikalnej. Brała udział w wyprawach terenowych na Syberię, do Iraku, Wietnamu, Korei Północnej i Australii. Odwiedzała także kilka krajów europejskich, Kanadę i Stany Zjednoczone.
Jest autorką 111 publikacji naukowych, w tym kilku zeszytów z serii „Klucze do oznaczania owadów Polski”. Za jej opus magnum uchodzi czterotomowa monografia plugowatych świata, której trzy pierwsze części zostały nagrodzone w 2010 roku przez Wydział II Nauk Biologicznych Polskiej Akademii Nauk.
Przez długi czas była redaktorką „Acta Zoologica Cracoviensia”. Należała do Polskiego Towarzystwa Taksonomicznego, florydzkiego Center for Systematic Entomology, European Association of Coleopterology, Entomological Society of Washington przy Smithsonian Institution oraz nebraskiej grupy Scarab Workers.

## Upamiętnienie
Na jej cześć nazwano m.in. rodzaj Stebnickiella oraz gatunki: Ataenius stebnickae, Blackburneus stebnickae, Cephalocyclus stebnickae, Chrysoserica stebnickae, Palnia stebnickae, Pseudogonaphodiellus zdzislawae i Rhyparus stebnickae.